# Пернице, Манфред
Манфред Пернице (англ. Manfred Pernice; род. 1963, Хильдесхейм, Германия, живет и работает в Берлине, Германия) — современный немецкий художник.

## Образование
- 1984—87 — Studies grafic arts/ painting; Braunschweig
- 1988—93 — Studies sculpture, HdK, Berlin
- 1994 — Meisterschüler, HdK, Berlin

## Творчество
- Арсенал выразительных средств модернизма и детали современной архитектуры являются для Манфреда Пернице ресурсом для создания объектов без функций. Это дополняется выбором материалов: фанера, картон, плитка. В своих работах Пернице исследует границы скульптуры, архитектуры и мебели.
- Инсталляции Манфреда Пернице включают структуры из фанеры и картона, которые напоминают архитектурные модели, камеры хранения и мебель, а также фабрику по переработке всего вышеперечисленного. Все это сопровождается фотокопиями изображений и текстами, прикрепленными к стенам, и небольшими найденными объектами. Архитектура, история, коммерция, национальный характер, поток людских жизней — возможные пути поиска значения этих работ. Однако неопределенность как таковая — особенно в отношении произведений искусства и их возможных значений и ценностей, — может быть главной темой.
- Например, инсталляция «Infrastructure» включает четыре структуры из фанеры, изображения, письма и фильм. Она бессистемно рассказывает историю Fred Usinger, мясника, родившегося около ста лет назад, который основал успешный бизнес по производству сосисок, который теперь поставляет свою продукцию по всему миру с фабрики, украшенной изображениями эльфов.
- Персональная выставка Манфреда Пернице в 1995 году в NEU привела к приглашению принять участие в нескольких крупных выставках (Biennale de Lyon, Берлинская биеннале), а также выставиться в Musee d’Art Moderne de la Ville в Париже.
- Работа Пернице для Берлинской биеннале — «Tatlintower» (1998), неуклюжая конструкция из горизонтально уложенных досок.

## Персональные выставки
| - 2008 — Manfred Pernice, Galerie Neu, Берлин, Германия - 2008 — Que-Sah, Neus Museum, Nurenbertg, Германия - 2008 — "Diary, " Anton Kern Gallery, Нью-Йорк - 2007 — "Zweite Hand, " Mai 36 Galerie, Цюрих, Switzerland, - 2007 — "Manfred Pernice, " Museum Ludwig, Кёльн, Германия - 2006 — "Costa Classica, " The Modern Institute, Глазго, Великобритания - 2006 — "Manfred Pernice, " Regen Projects, Лос-Анджелес - 2005 — Galerie Konrad Fischer, Дюссельдорф - 2005 — "Park & Ride, " Galeria Heinrich Ehrhardt, Мадрид - 2004 — Hassliche Luise, Galerie Neu, Берлин, Германия - 2004 — Galleria Fonti, Неаполь, Италия - 2004 — "Sculptural Sphere, " Sammlung Goetz, Мюнхен, Германия - 2004 — "Commerzbank, "Anton Kern Gallery, Нью-Йорк - 2004 — «Small Works, 1994—2004,» Storefront for Art and Architecture, Нью-Йорк - 2004 — «U5,» Galerie Nächst St. Stephan, Wien - 2003 — Stella Lohaus, Antwerpen - 2003 — Pinakothek München - 2003 — «Verkr.2», Kabinett für Aktuelle Kunst, Bremerhaven - 2003 — «Banane», Galleria Massimo Minini, Brescia, with Sean Snyder - 2002 — «Jeep»,Annemarie Verna, Цюрих - 2002 — «Casino», Mai 36, Цюрих - 2002 — "Manfred Pernice, " Regen Projects, Лос-Анджелес - 2002 — «Restepfanne», Galerie Neu, Берлин - 2001 — «Interventionen 26», Sprengel Museum, Hannover | - 2001 — «Sieg», Anton Kern Gallery, Нью-Йорк - 2001 — «Gartenfest», Konrad Fischer Galerie, Дюссельдорф - 2000 — «Herbst 2000», Produzentengalerie Hamburg - 2000 — «Der Wanderer», Stella Lohaus, Антверпен - 2000 — Witte de With, Роттердам - 2000 — «1a-Dosenfeld `00Portikus», Франкфурт на Майне - 2000 — "Manfred Pernice, " Kunsthalle Zürich, - 2000 — «Werkraum 2», Nationalgalerie im Hamburger Bahnhof, Museum für Gegenwart - 1999 — «Infrastructure», Institute of Visual Arts, University of Wisconsin, Milwaukee; Anton Kern Gallery, New York; Klagenfurt u.A., Galerie nächst St. Stephan, Wien - 1998 — Galerie Konrad Fischer, Дюссельдорф - 1998 — "E-Welten (maritim) ", Kunstverein Bremerhaven - 1998 — A+J, Лондон - 1998 — «Bad, bath», Anton Kern Gallery, Нью-Йорк - 1998 — «Pilmut», Stella Lohaus Galerie, Antwerpen - 1998 — «Mélancolie hermétique», Migrateurs, ARC Museé d’Art Moderne de la Ville Paris, - 1998 — «Statement», Galerie NEU, Art’98, Базель - 1998 — «Platz», Galerie NEU, Берлин - 1997 — «Verkranzlerung», Kabinett für aktuelle Kunst, Bremerhaven - 1997 — «D & A -Punkt», Galerie nächst St. Stephan, Wien - 1996 — «Stralau 1», Kunsthalle Moabit, Берлин - 1996 — Galerie Klemens Gasser, Кёльн - 1995 — «Zeichnungen + Modelle», Galerie NEU, Берлин |